# Wapen van Rheden

Het wapen van Rheden toont het wapen van de gemeente Rheden, dat verwant is aan het wapen van Bahr. De beschrijving luidt:
"In goud een schuinbalk van keel, gebroken met een barensteel van azuur van 3 hangers."
De beschrijving maakt geen melding van het randschrift onder het wapen, dat wel ingetekend is op het wapendiploma echter ontbreekt in het wapenregister. 

## Geschiedenis
Al in de 14e eeuw bezaten de heren van Bahr het schoutambt Rheden. In het jaar 1573 werden de schoutambten Rheden en Velp samengevoegd tot schoutambt Rheden. Het grondgebied van dit schoutambt komt overeen met het huidige gebied van de gemeente Rheden. Het wapen van de heren van Bahr komt ook voor in het Wapenboek Gelre, waarmee het behoort tot de oudste wapens die in Nederland bekend zijn. Het wapen werd voorzien van een barensteel. Het wapen werd op 16 maart 1898 bij Koninklijk besluit verleend aan de gemeente. Sinds de jaren 80 van de 20e eeuw is het wapen op de kruising Groenestraat-Schoolweg in de bestrating aangebracht. In 2012 werd het wapen gerenoveerd op verzoek van ondernemers en buurtbewoners. Het wapen van Bahr komt ook terug in het wapen van Angerlo en het wapen van Renkum. De gemeente Rheden voert op haar website een logo.

## Verwant wapen

Het wapen van Bahr